# Дерево покрытий
Дерево покрытий (англ. Cover tree) — древовидная структура данных (дерево), специально разработанная для ускорения поиска ближайшего соседа.
Дерево можно рассматривать как иерархию, верхний уровень которой содержит корневую точку, а нижний - все точки в метрическом пространстве. Каждому уровню {\displaystyle C} соответствует целое число {\displaystyle i}, которое уменьшается на единицу в каждом нижнем уровне. Каждый уровень {\displaystyle C} в дереве покрытий имеет три важных свойства:
- Вложенность: {\displaystyle C_{i}\subseteq C_{i-1}}
- Покрытие: Для каждой точки {\displaystyle p\in C_{i-1}} существует точка {\displaystyle q\in C_{i}} такая, что расстояние от {\displaystyle p} до {\displaystyle q} меньше или равно, чем {\displaystyle 2^{i}} и ровно одна такая точка {\displaystyle q} является предком точки {\displaystyle p}.
- Разделение: Для всех точек {\displaystyle p,q\in C_{i}} расстояние от {\displaystyle p} до {\displaystyle q} больше или равно, чем {\displaystyle 2^{i}}.